# Constant Van Langhendonck
Constant van Langhendonck (Malinas, 3 de febrero de 1870-Bruselas, 2 de septiembre de 1944) fue un jinete belga que compitió en la modalidad de salto ecuestre. Participó en los Juegos Olímpicos de París 1900, obteniendo una medalla de oro en la prueba de salto largo.

## Palmarés internacional
| Juegos Olímpicos | Juegos Olímpicos | Juegos Olímpicos | Juegos Olímpicos |
| Año              | Lugar            | Medalla          | Categoría        |
| ---------------- | ---------------- | ---------------- | ---------------- |
| 1900             | París (Francia)  | Medalla de oro   | Salto largo      |